# El Continental (serie de televisión)
El Continental es una serie española producida por TVE en colaboración con Gossip para su emisión en La 1. Trata sobre un club clandestino llamado El Continental, ambientado en los años 1920. La serie se estrenó el 17 de septiembre de 2018 y fue cancelada el 11 de octubre tras los malos resultados de audiencia. Igualmente, a partir del quinto capítulo fue relegada al late night. Finalizó sus emisiones el 20 de noviembre.

## Sinopsis
Ricardo León es un empresario del mundo del alcohol, oscuro, con poca sensibilidad para las relaciones personales y con una deuda moral que arrastra del pasado con su tío Baena. Ricardo iniciará la primera red de tráfico ilegal en la ciudad con el fin de posicionar su empresa y vengarse de su familia. Pero una serie de situaciones hacen que el rumbo y los objetivos de Ricardo cambien al enamorarse de Andrea Abascal, hija de Alfonso, dueño de un local de las afueras que, tras la aparición de Ricardo, se convertirá en el centro neurálgico para las negociaciones más oscuras de la capital.

## Reparto

### Principal
- Michelle Jenner - Andrea Abascal
- Álex García - Ricardo León
- Roberto Álamo - Juan León de Baena
- Christian Sánchez - Pedro "Perico" Benito
- Estefanía de los Santos - Gloria
- Fernando Tejero - Ramiro López
- Chanel Terrero - Julieta
- Secun de la Rosa - Franceso Marquessi
- María Isabel Díaz Lago - Lisette
- Mariola Fuentes - Clara
- Franky Martín - Chano
- Raúl Tejón - Julián

### Secundario
Con la colaboración especial de
- Raúl Arévalo - Andrés † (Episodio 1 - Episodio 2)
- Manolo Solo - Alfonso Abascal †  (Episodio 1 - Episodio 2)
- Luis Callejo - Benítez (Episodio 1)
- María Alfonsa Rosso - Mami (Episodio 1 - Episodio 5)
- Juan José Ballesta - Pablo † (Episodio 1)
- Antonio de la Torre - Juan León † (Episodio 1)
- Alexandra Jiménez - Ángela † (Episodio 1)
- Eloy Azorín - El Rubio (Episodio 3 - Episodio 5)
- José Lamuño - Cristóbal
- Paz Vega - Belice (Episodio 4 - Episodio 6)

### Han intervenido
- Patxi Freytez (Episodio 1 - Episodio 3)
- Mario Plagaro (Episodio 1 - Episodio 3)
- Ricardo Saiz (Episodio 1 - Episodio 2)
- Alejandro Serrano (Episodio 1 - Episodio 2)
- Néstor Navas (Episodio 1)
- Salvador Serrano (Episodio 1)
- José Vicente Bosch (Episodio 1 - Episodio 2)
- Álvaro Balas - Ricardo León (niño) (Episodio 1 - Episodio 3)
- Marco Sanz (Episodio 2)
- Manuel Varela (Episodio 2)
- María Hinojosa (Episodio 2 - Episodio 3)
- Manuel Bandera (Episodio 2)
- Fernando Valdivieso (Episodio 2)
- Pablo Tercero (Episodio 2)
- Sheila Casas - Melindra (Episodio 8 - Episodio 9)
- Francisco Javier Pastor Boxeador Marcelo (Episodio 3 y 6)

## Temporadas y episodios
| Temporada | Temporada | Episodios | Estreno                  | Final                   | Audiencia media | Audiencia media | Audiencia media |
| Temporada | Temporada | Episodios | Estreno                  | Final                   | Espectadores    | Cuota           |                 |
| --------- | --------- | --------- | ------------------------ | ----------------------- | --------------- | --------------- | --------------- |
|           | 1         | 10        | 17 de septiembre de 2018 | 20 de noviembre de 2018 | 523 000         | 4,6%            |                 |

### Primera temporada (2018)
| N.º (serie) | N.º (temp.) | Título                                  | Director(es)                    | Guionista(s) | Fecha de emisión         | Audiencia         |
| ----------- | ----------- | --------------------------------------- | ------------------------------- | ------------ | ------------------------ | ----------------- |
| 1           | 1           | «O pagas o cobras»                      | Frank Ariza                     | Frank Ariza  | 17 de septiembre de 2018 | 1 523 000 (10,4%) |
| 2           | 2           | «Primer paso aprender, segundo superar» | Frank Ariza y Rafael Montesinos | Frank Ariza  | 24 de septiembre de 2018 | 793 000 (5,7%)    |
| 3           | 3           | «Y ¿por qué?... Por todo»               | Frank Ariza y Rafael Montesinos | Frank Ariza  | 1 de octubre de 2018     | 906 000 (5,8%)    |
| 4           | 4           | «Por todo... O por nada»                | Rafael Montesinos               | Frank Ariza  | 8 de octubre de 2018     | 779 000 (4,9%)    |
| 5           | 5           | «Magia»                                 | Kike Maíllo                     | Frank Ariza  | 16 de octubre de 2018    | 174 000 (3,5%)    |
| 6           | 6           | «Matar al mensajero»                    | Rafael Montesinos               | Frank Ariza  | 23 de octubre de 2018    | 164 000 (3,0%)    |
| 7           | 7           | «Réquiem... mami»                       | Kike Maíllo                     | Frank Ariza  | 30 de octubre de 2018    | 153 000 (3,0%)    |
| 8           | 8           | «Truco o trato»                         | Rafael Montesinos               | Frank Ariza  | 6 de noviembre de 2018   | 224 000 (3,5%)    |
| 9           | 9           | «Pactos de sangre»                      | Kike Maíllo                     | Frank Ariza  | 13 de noviembre de 2018  | 171 000 (3,4%)    |
| 10          | 10          | «La guerra por una doncella»            | Frank Ariza y Rafael Mon        | Frank Ariza  | 20 de noviembre de 2018  | 189 000 (2,8%)    |

- A partir del capítulo 5, tras sus bajos datos de audiencia la serie pasó a emitirse los martes en la franja de late night.